# Kabinetorgel

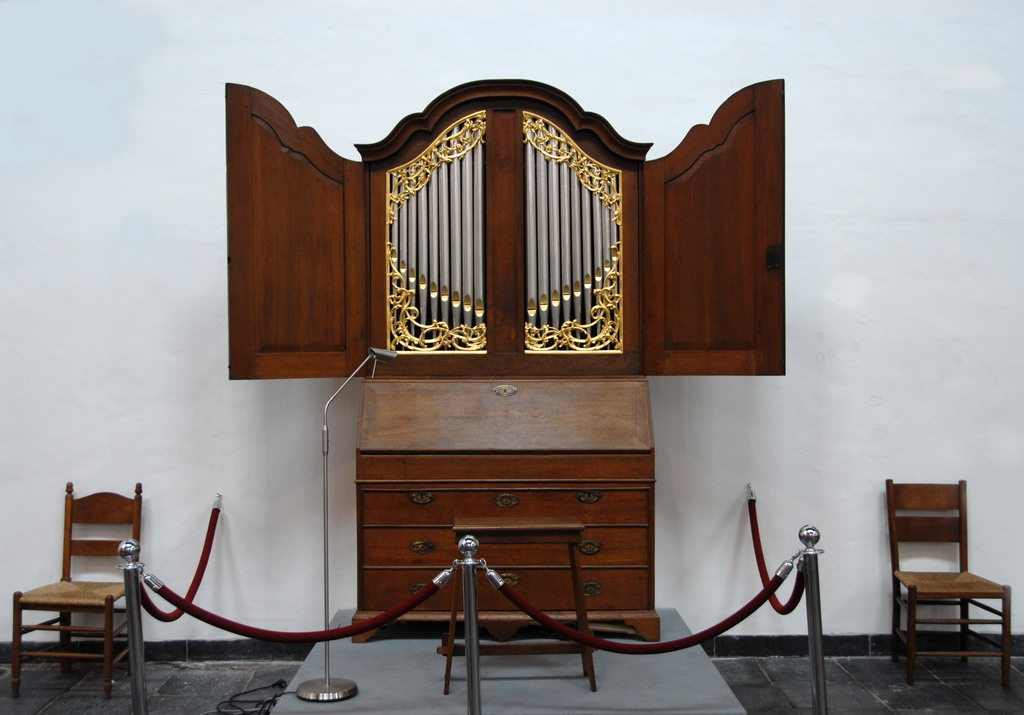
Kabinetorgel in de Oude Kerk in Delft

Een kabinetorgel is een klein pijporgel dat zich in een kast bevindt die met deurtjes gesloten kan worden.
Kabinetorgels hebben meestal maar één manuaal en ze bezitten geen pedalen: de organist gebruikt zijn voeten om de blaasbalg aan te drijven.
Van de 17e tot de 19e eeuw was dit type orgel in gebruik als huisorgel, terwijl ze ook als tweede orgel in een kerk werden geplaatst. In rijke herenhuizen werden ze gebouwd als decoratieve meubelkasten en pronkstukken. In Nederland beleefden ze een bloeiperiode van 1770 tot 1820. Veel kabinetorgels kregen in de loop der tijd een andere plek of nieuwe bestemming. Het kabinetorgel van Kasteel Amerongen is een van de weinige kabinetorgels die nog op de plaats staat waar het voor gemaakt is.
Door de afsluitbare vleugeldeuren is het kabinetorgel in gesloten toestand niet goed herkenbaar als orgel.